# Corgoň liga 2004/2005
1. slovenská fotbalová liga v sezóně 2004/05.

## Konečná tabulka
| Poř. | Tým                      | Z  | V  | R  | P  | VG | OG | B  |
| ---- | ------------------------ | -- | -- | -- | -- | -- | -- | -- |
| 1.   | FC Artmedia Bratislava   | 36 | 20 | 12 | 4  | 64 | 28 | 72 |
| 2.   | MŠK Žilina               | 36 | 19 | 8  | 9  | 73 | 34 | 65 |
| 3.   | FK Dukla Banská Bystrica | 36 | 13 | 13 | 10 | 45 | 38 | 52 |
| 4.   | FK ZTS Dubnica nad Váhom | 36 | 13 | 12 | 11 | 42 | 43 | 51 |
| 5.   | FC Spartak Trnava        | 36 | 12 | 10 | 14 | 39 | 37 | 46 |
| 6.   | FK Matador Púchov        | 36 | 12 | 10 | 14 | 31 | 43 | 46 |
| 7.   | MFK Ružomberok           | 36 | 11 | 10 | 15 | 50 | 57 | 43 |
| 8.   | AS Trenčín               | 36 | 12 | 7  | 17 | 36 | 50 | 43 |
| 9.   | FK Inter Bratislava      | 36 | 9  | 11 | 16 | 37 | 60 | 38 |
| 10.  | MŠK Rimavská Sobota      | 36 | 7  | 11 | 18 | 30 | 57 | 32 |

- Sestupujícím klubem v ročníku 2004/05 Corgoň ligy je FC Rimavská Sobota
- Mistrovským klubem v ročníku 2004/05 Corgoň ligy je FC Artmedia Bratislava
- Vítězným klubem 2. nejvyšší slovenské fotbalové ligy a postupujícím do ročníku 2005/06 je FC Nitra

## Tabulka ligových střelců
| Poř. | Nár.      | Hráč             | Klub                     | Branky |
| ---- | --------- | ---------------- | ------------------------ | ------ |
| 1    | Slovensko | Filip Šebo       | Artmedia Bratislava      | 22     |
| 2    | Slovensko | Ivan Bartoš      | MŠK Žilina               | 18     |
| 3    | Slovensko | Martin Jakubko   | FK Dukla Banská Bystrica | 14     |
| 4    | Slovensko | Stanislav Šesták | MŠK Žilina               | 13     |
| 5    | Slovensko | Juraj Halenár    | FK Inter Bratislava      | 12     |
|      | Slovensko | Róbert Semeník   | FK Dukla Banská Bystrica | 12     |
| 7    | Slovensko | Roland Števko    | MFK Ružomberok           | 11     |
| 8    | Slovensko | Branislav Fodrek | FC Artmedia Bratislava   | 10     |
| 9    | Slovensko | Marek Bakoš      | FK Matador Púchov        | 9      |
|      | Slovensko | Marián Čišovský  | MŠK Žilina               | 9      |
|      | Slovensko | Ivan Lietava     | FK AS Trenčín            | 9      |
|      | Slovensko | Pavol Masaryk    | FC Spartak Trnava        | 9      |
|      | Slovensko | Martin Mikulič   | FC Artmedia Bratislava   | 9      |
|      | Slovensko | Pavol Straka     | FK ZTS Dubnica nad Váhom | 9      |

## Vítěz
| Corgoň liga 2004/05 FC Artmedia Bratislava (1. titul) |